# Каудексоформні

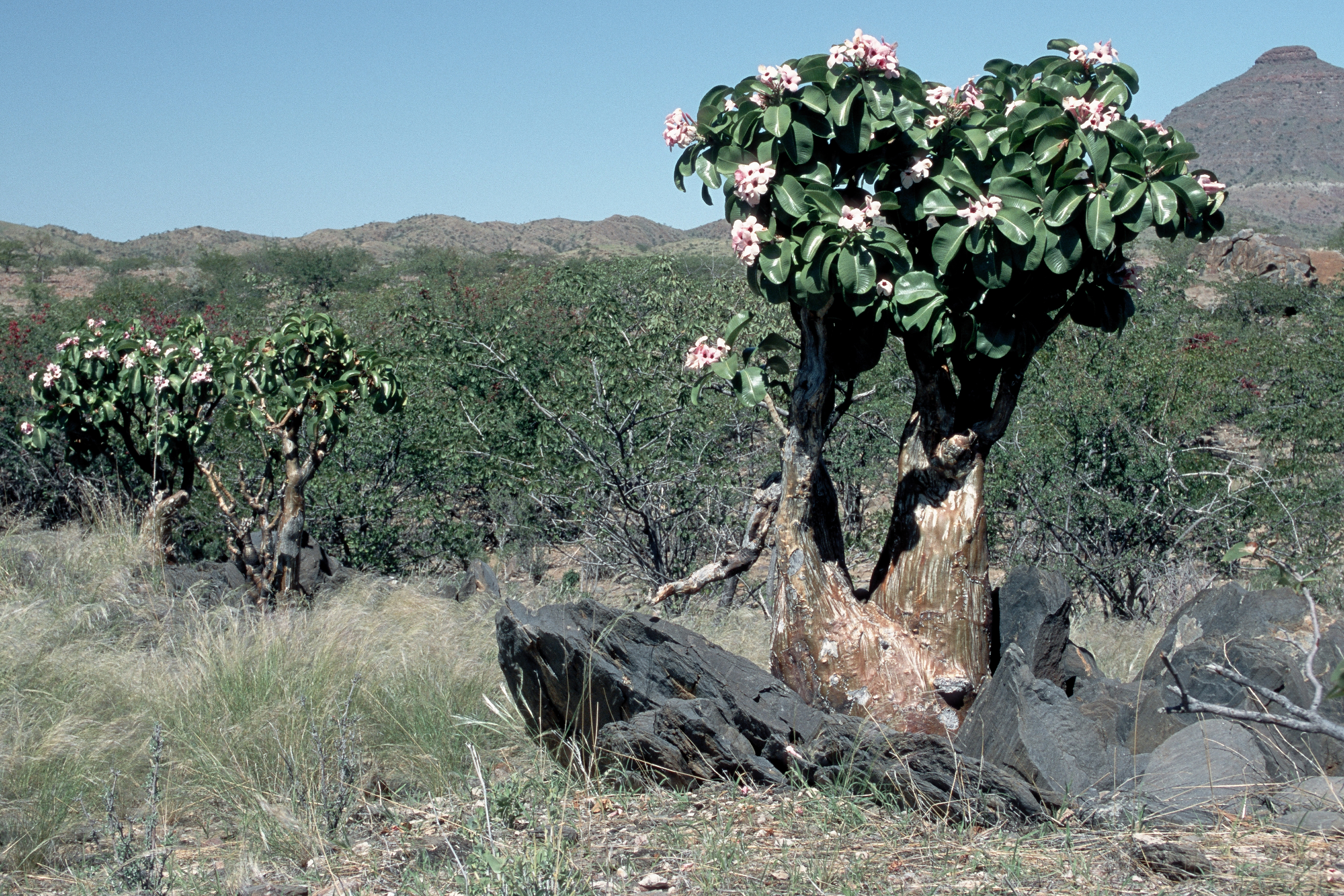
Каудекс Аденіума

Каудексоформні рослини — сукулентні рослини, адаптовані до посушливого клімату й умов ґрунту.

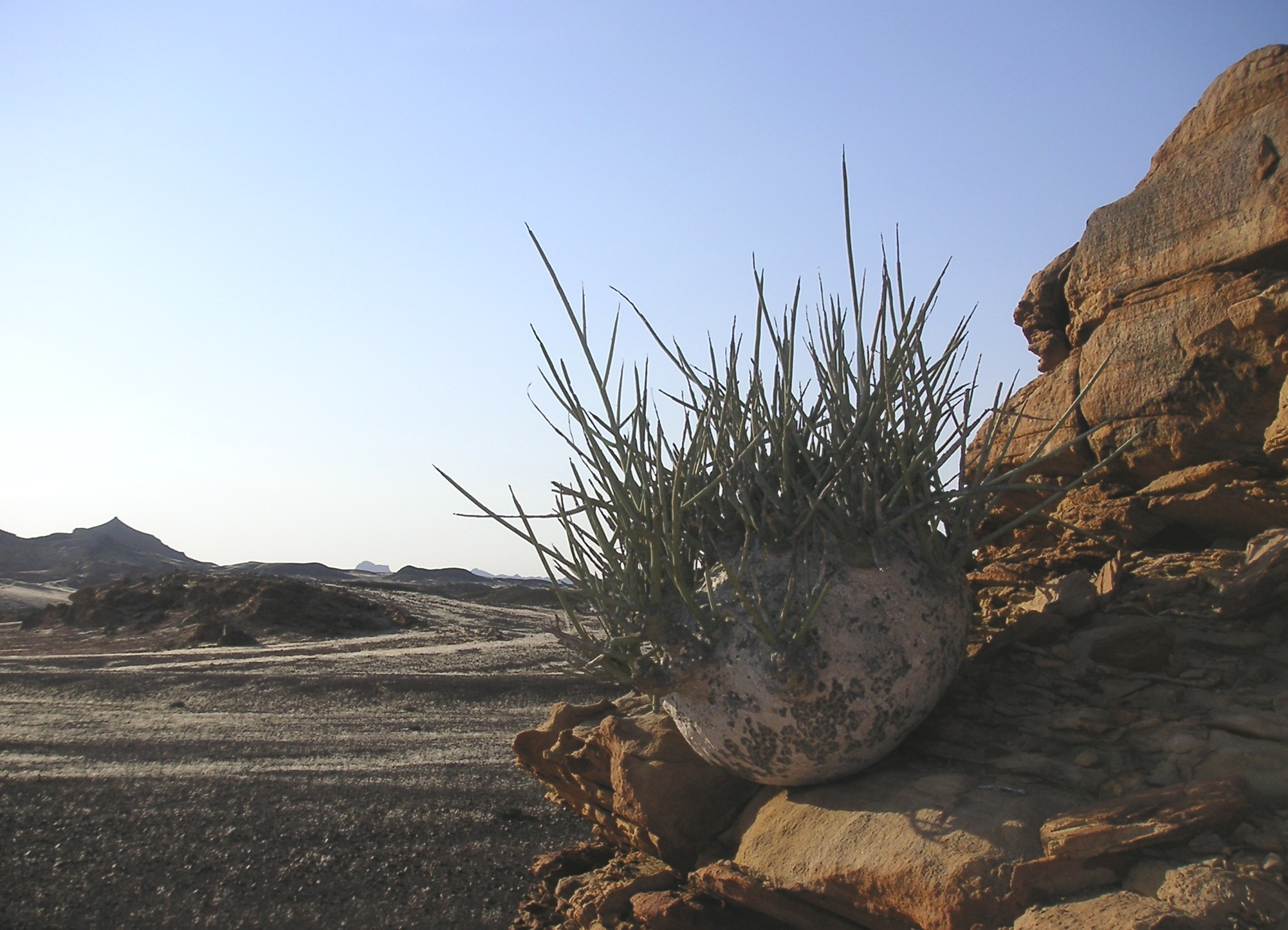
Adenia pechuelii

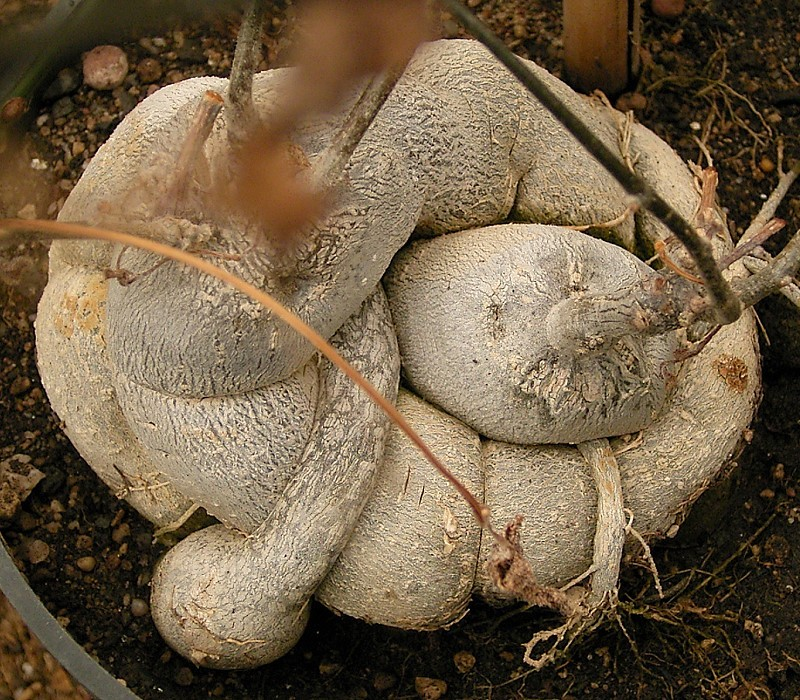
Каудекс Kedrostis nana

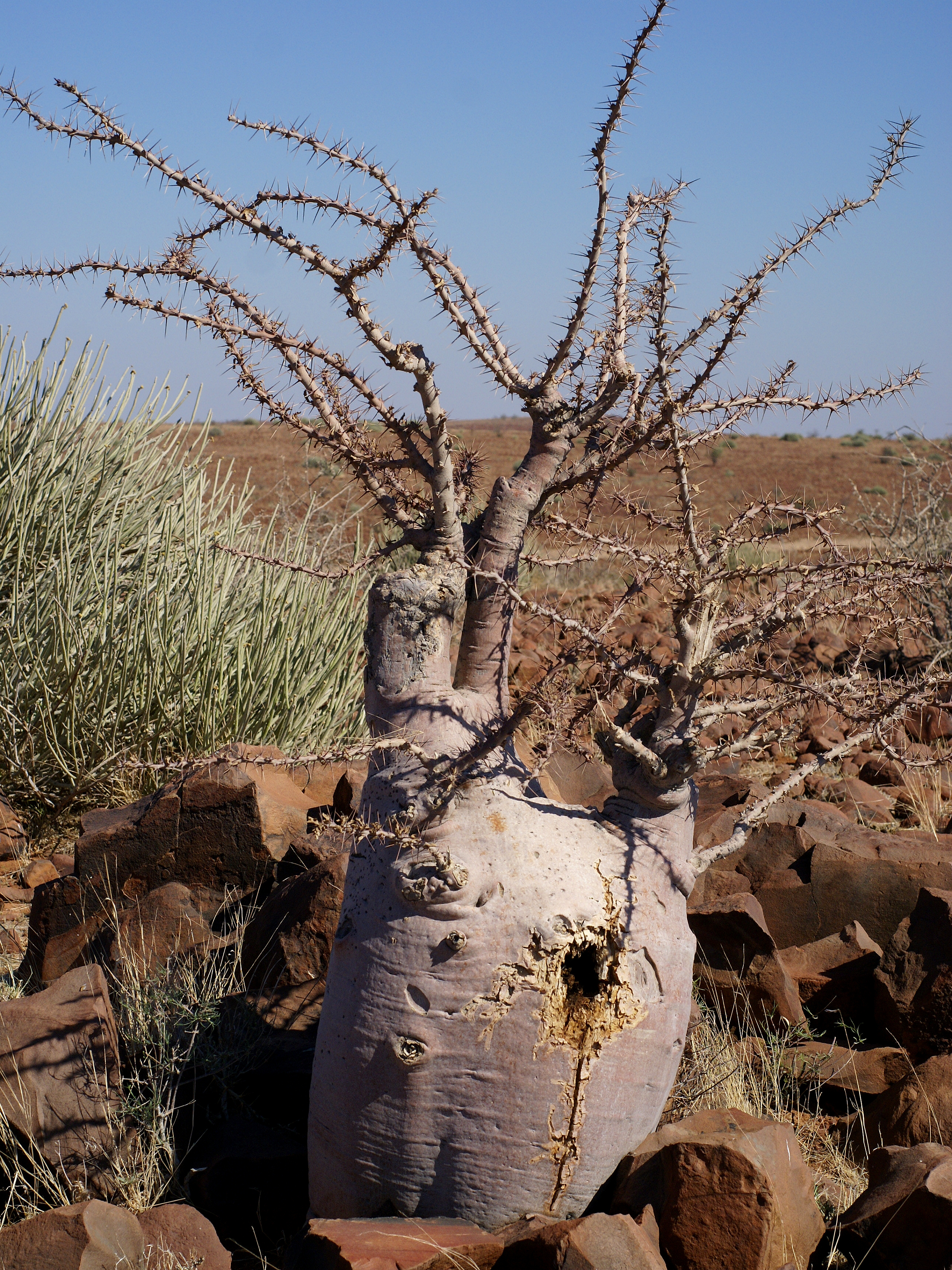
Pachypodium lealii

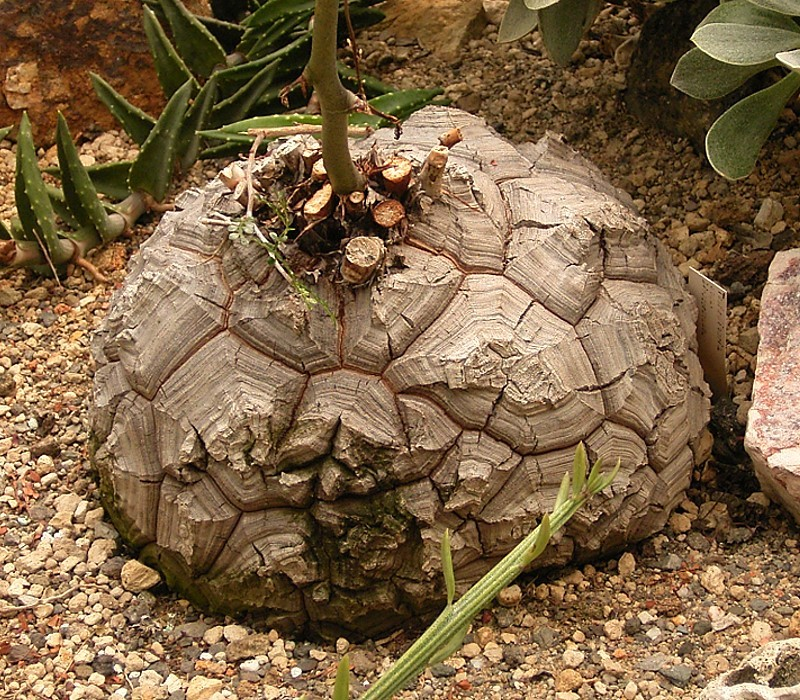
Діскорея слонова (Dioscorea elephantipes)

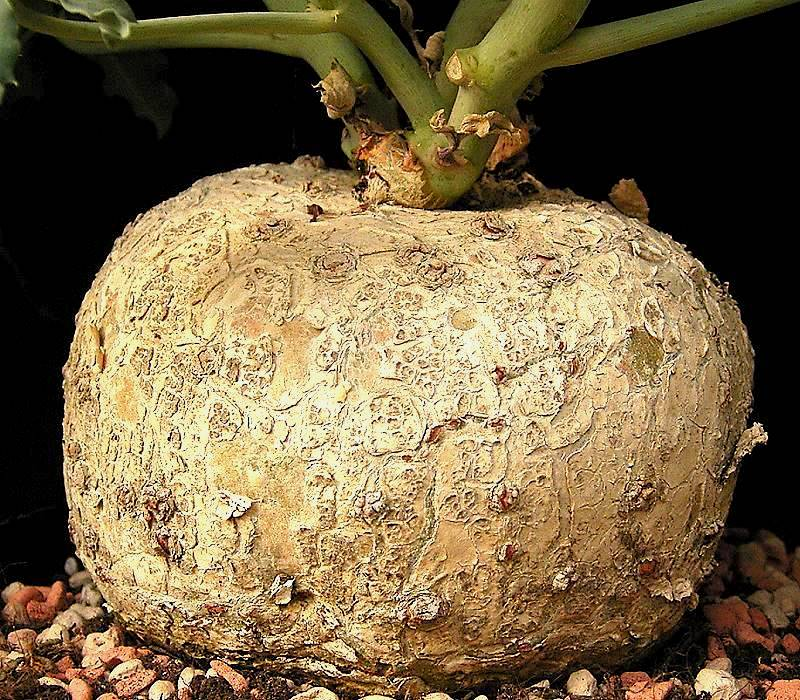
Jatropha cathartica

Каудексоформні запасають воду сильно потовщеною частиною стебла або кореня — каудексом (лат. caudex — стовбур, пень) — частиною пагона (стебла), розташованою між коренем і сім'ядольними листям або листом (у однодольних), який за період вегетації збільшується настільки, що може сягати кількох метрів у діаметрі. На відміну від інших органів у каудексі немає деревних волокон і його легко розрізати. Листя цих рослин, як правило, не соковите, але численне. Більшість листя та відростків — тимчасові й до кінця вегетаційного періоду відмирають. Каудекс може повністю знаходитися в землі, мати різну форму — від одиничних бульб або цибулин до пучкуватого потовщеного коріння.
У багатьох каудексоформних, як і у пахікаульних рослин, в культурі функцію каудекса і стебла виконують потовщені корені, бульби, цибулини і тому подібні, як правило, підземні органи, спеціально підняті при посадці над поверхнею ґрунту.
Багато каудексоформних сукулентів походять із посушливих зон тропіків і субтропіків, таких як степ, напівпустеля чи пустеля. Високі температури та нестача опадів примушують рослини збирати та накопичувати воду з метою вижити впродовж тривалих посушливих періодів.
У природних умовах налічується більше 20 родів з прикореневими каудексом, більшість з яких мають африканське походження, хоча зустрічаються і в Америці (наприклад монотипний рід калібанус (Calibanus) з підродини агавових, що зростає в Мексиці), і в Азії (деякі види цисусів (Cissus) та аденіумів (Adenium)).
Більшість каудексоформних належать до таких родин:
- аїзові (Aizoaceae): Sphalmanthus
- ластівневі (Asclepiadaceae)
- пристрастецвіті (Passifloraceae): Аденія (Adenia)
- кутрові (Apocynaceae): Аденіум (Adenium), Пахіподіум (Pachypodium), Brachystelma
- айстрові (Asteracea): отона (Othonna)
- гарбузові (Cucurbitaceae): Kedrostis
- молочайні (Euphorbiaceae): молочай (Euphorbia), Jatropha
- орхідні (Orchidaceae): Oeceoclades
- виноградові (Vitaceae): цисус (Cissus), цифостема (Cyphostemma)

У кімнатній культурі ці рослини порівняно невибагливі.